# Оронсько
Оронсько (пол. Orońsko) — село в Польщі, у гміні Оронсько Шидловецького повіту Мазовецького воєводства.
Населення — 1595 осіб (2011).
У 1975-1998 роках село належало до Радомського воєводства.

## Демографія
Демографічна структура станом на 31 березня 2011 року:
|          | Загалом | Допрацездатний вік | Працездатний вік | Постпрацездатний вік |
| -------- | ------- | ------------------ | ---------------- | -------------------- |
| Чоловіки | 788     | 203                | 542              | 43                   |
| Жінки    | 807     | 198                | 494              | 115                  |
| Разом    | 1595    | 401                | 1036             | 158                  |